# Taesŏngsan
Der Taesŏngsan (koreanisch 대성산) ist ein niedriger Berg im Bezirk Taesŏng-guyŏk von Pjöngjang, der etwa 270 Meter hoch ist. Eine beliebte Besucherattraktion nahe des Bergs ist eine Eisbahn. Des Weiteren befindet sich in der Nähe der Friedhof der Revolutionshelden sowie der Korea Central Zoo.
Im Jahr 2022 wurde auf Befehl von Diktator Kim Jong-un eine Fabrik für Speiseeis am Fuße des Bergs eröffnet.